# Chiesa della Beata Vergine di Stella Maris (Maristella)
La chiesa della Beata Vergine di Stella Maris è un edificio religioso situato nella frazione di Maristella, in comune ad Alghero, Sardegna nord-occidentale. Consacrata al culto cattolico fa parte della parrocchia di San Marco,  diocesi di Alghero-Bosa.